# Chrám Narození Jana Křtitele (Nižnij Novgorod)

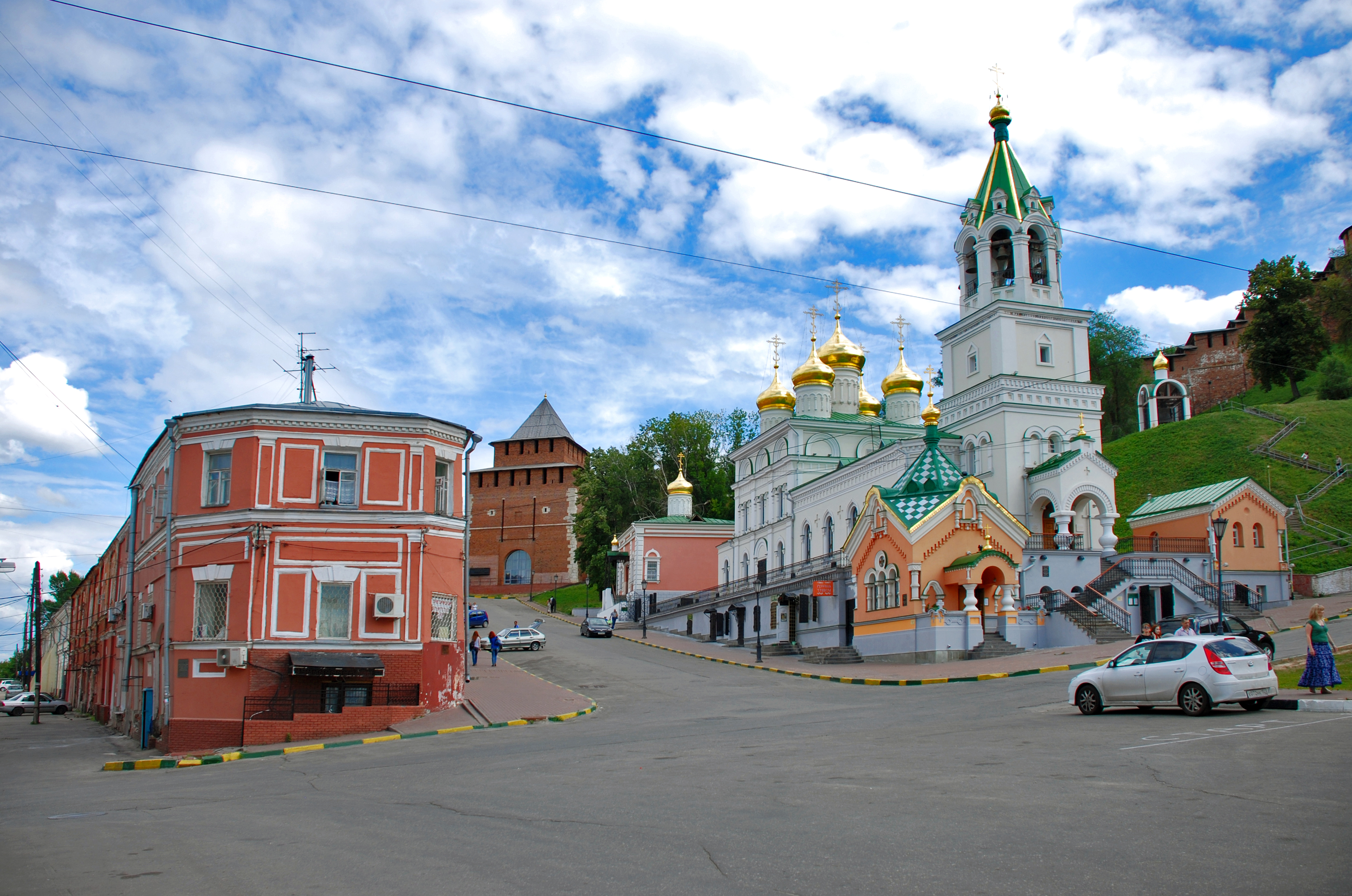
Chrám Narození Jana Křtitele

Chrám Narození Jana Křtitele (rusky Це́рковь Рождества́ Иоа́нна Предте́чи) je pravoslavný chrám v ruském městě Nižnij Novgorod na břehu řeky Volhy.

## Historie
Kostel patří mezi nejstarší kamenné chrámy ve městě. Současná podoba stavby pochází z roku 1683, ale na jejím místě stál ještě starší chrám z 15. století. Vybudován byl v tradičním starorusko-byzantském stylu. Byl několikrát přestavěn. V roce 1870 se uskutečnila přestavba zvonice do dnešní podoby. Roku 1937 sovětští komunisté chrám uzavřeli a přebudovali na motocyklistickou školu.

## Současnost
Pravoslavné církvi byl chrám vrácen na počátku 90. let 20. století. Od roku 1994 se v něm konaly první pravoslavné bohoslužby. Potřeboval však rozsáhlou rekonstrukci, která se uskutečnila v letech 2004-2005, za finanční pomoci donátorů. Podruhé byl vysvěcen dne 4. listopadu 2005.